# Анна де Соммарива, Анджело д’
Анджело д’Анна де Соммарива (итал. Angelo d'Anna de Sommariva; ок. 1340, Лоди, сеньория Висконти — 21 июля 1428, Рим, Папская область) — итальянский куриальный кардинал. Декан Священной Коллегии Кардиналов с февраля 1426 по 21 июля 1428. Кардинал-дьякон с титулярной диаконией Санта-Лючия-ин-Септисольо с 17 декабря 1384 по май 1396. Кардинал-протодьякон с августа 1394 по май 1396. Кардинал-священник с титулом церкви Санта-Пуденциана с мая 1396 по 23 сентября 1412. Кардинал-протопресвитер с ноября 1408 по 23 сентября 1412. Кардинал-епископ Палестрины с 23 сентября 1412 по 21 июля 1428.

## Ранние годы
Родился Анджело д’Анна де Соммарива около 1340 года, вероятно, в Лоди. Происходил из знатной семьи. Его также указывали как Анджело да Лоди, а его фамилию, как Д’Ана Соммарива и как Суммарипа. Его называли кардиналом Лодийским.
Анджело д’Анна де Соммарива вступил в Орден бенедиктинцев-камальдулов, в епархии Лоди, он использовал название епархии как своё собственное имя.
Где, когда и кем был рукоположен в священники информация была не найдена.

## Кардинал
Возведён в кардинала-дьякона на консистории от 17 декабря 1384 года, получил титулярную диаконию Санта-Лючия-ин-Септисольо в январе 1385 года.
Участвовал в Конклаве 1389 года, который избрал Папу Бонифация IX. Кардинал-протодьякон с августа 1394 года. В мае 1396 года кардинал Анджело д’Анна де Соммарива был избран для сана кардиналов-священников с титулом церкви Санта-Пуденциана.  
Участвовал в Конклаве 1404 года, который избрал Папу Иннокентия VII. 
Участвовал в Конклаве 1406 года, который избрал Папу Григория XII. Кардинал-протопресвитер с ноября 1408 года. Отказался от повиновения Рима и присоединился к Пизе.  
Участвовал в Антиконклаве 1409 года, который избрал антипапу Александра V.  
Участвовал в Антиконклаве 1410 года, который избрал антипапу Иоанна XXIII. 23 сентября 1412 года кардинал Анджело д’Анна де Соммарива был избран для сана кардиналов-епископов и субурбикарной епархии Палестрины. Назначен папским легатом в Неаполе. 
Участвовал в Констанцском соборе. Участвовал в Конклаве 1417 года, который избрал Папу Мартина V. 13 марта 1418 года он подал в отставку с поста коммендатария цистерцианского аббатства Санта-Мария-ди-Касамари. Сопровождал Папу в Тиволи 17 июня 1421 года. Декан Священной Коллегии Кардиналов с февраля 1426 года.
Скончался кардинал Анджело д’Анна де Соммарива 21 июля 1428 года, в Риме. Его тело было перевезено в Неаполь и похоронено в церкви Санта-Мария-ин-Космодин, называемой Санта-Мария-ди-Портанова.